# Luisa Futoransky
Luisa Futoransky (Buenos Aires, 5 de enero de 1939) es una poeta y escritora argentina.

## Biografía
Estudia música en el "Conservatorio Municipal de Buenos Aires" con Cátulo Castillo, de 1953 a 1961. De 1965 a 1968 estudia poesía anglosajona contemporánea y antigua con Jorge Luis Borges en la Facultad de Letras de la Universidad de Buenos Aires.
En 1967 se recibe de abogada en la misma Universidad. Obtiene una beca de la Universidad de Iowa mediante la que realiza la residencia del Programa Internacional de Escritura, EE. UU.
En Roma, Italia, estudia poesía contemporánea en la Universidad de Roma y en la Academia Chighiana, Siena. Tras residir en China, donde trabaja para Radio Pekín, y Japón, donde es periodista del servicio en español de la NHK y profesora de música en la Universidad de música de Mushasino (Tokio), en 1981 se radica en Francia, trabajando en el Centro Georges Pompidou,  y como redactora de la agencia de noticias France Presse. 
Ha colaborado en diversos medios literarios y periodísticos: Ars, L'Ane, Página/30, Página/12, Clarín, El Correo de la Unesco, World Fiction, Hispamérica, Basel Zeitung. Asimismo, ha hecho trabajos para Radio France, el Ministerio de Cultura Francés y Radio Euskadi de España.
Futoransky, que habla español, francés, inglés, hebreo e italiano, reúne en su obra un conjunto increíblemente rico de referencias culturales inspiradas en sus experiencias de vida en América Latina, Europa y el Lejano Oriente, que mezcla con imágenes distintivas de su hogar (Argentina). En 1971 fue miembro del International Writing Program de Iowa City, Iowa. Es invitada regularmente a dar conferencias en prestigiosas universidades de Francia, España, Argentina y Estados Unidos. Asimismo, con regularidad es autora invitada a festivales literarios internacionales. La obra de Futoransky se cita a menudo en los estudios sobre la escritura femenina contemporánea, así como en los que tratan temas como el exilio, la identidad transnacional, la lengua, la poesía latinoamericana contemporánea o los escritores argentinos en París.

## Distinciones y premios
- Premio Internacional de Poesía Carmen Conde, España, 1984
- Premios de poesía del "Fondo Nacional de las Artes"
- Chevalier des Arts et Lettres, Francia, 1990
- Premios en España, Argentina y Francia
- Beca Guggenheim, 1991, EE. UU
- Becas del Centre National des Lettres, 1993 y 2010, Francia.
- Premio Konex Letras - Poesíaː Quinquenio 2019-2023. Diploma al mérito, 2024.

## Obras

### Poesía
- Trago Fuerte. 1963. Ed. de la Casa de Moneda. Potosí, Bolivia.
- El corazón de los lugares. 1964. Ed. Perrot. Bs As, Argentina.
- Babel Babel. 1968. Ed. La Loca Poesía. Bs As, Argentina.
- Lo regado por lo seco. 1972. Ed. Noé. Bs As, Argentina.
- En nombre de los vientos. 1976. Aljafería, Zaragoza, España
- Partir, digo. 1982. Ed. Prometeo, Valencia, España.
- El diván de la puerta dorada. 1984. Ed. Torremozas, Madrid, España.
- La sanguina. 1987. Ed. Taifa, Barcelona, España.
- La parca, enfrente. 1995. Libros de Tierra Firme, Bs As, Argentina.
- Cortezas y fulgores. 1997. Editorial Barcarola, Albacete, España.
- París, desvelos y quebrantos. 2000. Pen Press, Nueva York, Estados Unidos.
- Estuarios. 2001. Ediciones del mate, Bs As, Argentina.
- Antología Poética. 2002. Fondo Nacional de las Artes, Bs As, Argentina.
- Prender de gajo. 2006. Editorial Calambur, Madrid, España.
- Inclinaciones. 2006. Editorial Leviatán, Bs As, Argentina.
- Seqüana Barrosa. 2007. Editorial EH, Jerez, España.
- Partir, digo (reedición). 2010. Libros del Aire, Madrid, España.
- Ortigas. 2011. Editorial Leviatán, Bs As, Argentina.
- Pintura rupestre. 2014. Editorial Leviatán, Bs As, Argentina.
- Marchar de día. 2017. Editorial Leviatán, Bs As, Argentina.
- El poema, dos lugares. 2018. Ars Poética, Madrid, España.
- Los años argentinos. 2019. Editorial Levitatán, Bs As, Argentina.
- Humus... humus. 2020. Editorial Leviatán, Bs As, Argentina.
- Los años peregrinos 2022.Editorial Leviatán, Bs As, Argentina.

### Novela
- Son cuentos chinos. 1983. Ed. Albatros, Madrid, España. 2ª ed., Ediciones Trilce, Montevideo, Uruguay. 1986; 3ª ed., Ed. Planeta, Bs As, Argentina.
- De Pe a Pa. 1986. Ed. Anagrama, Barcelona, España.
- Urracas. 1992. Ed. Planeta, Bs As, Argentina.
- El Formosa, 2009. Del Centro Editores, Madrid, España.
- El Formosa, 2010. Editorial Leviatán, Bs As, Argentina.
- 23:53, Noveleta. 2013. Editorial Leviatán, Bs As, Argentina.

### Ensayo
- Pelos. 1990. Ed. Temas de Hoy, Madrid, España.
- Lunas de miel. 1996. Ensayo, ed. Juventud, Barcelona, España
- Toco madera, 2024 (con Lucía Iglesias Kuntz), Ed. Equidistancias, Buenos Aires, Argentina
- Las Malqueridas. 2024 (con Lucía Iglesias Kuntz), Ed. Brumana, Rosario, Argentina

### Cuento
- Dama de corazones. 2021. Editorial Libros silvestres, Rosario, Argentina

### Traducciones de sus obras a otros idiomas
- Al francés:
- Chinois, chinoiseries (novela). Traducción de Annie Morvan. Arlés: Editions Actes-Sud, 1984.
- Partir, te dis-je (poesía). Traducción de Françoise Campo-Timal. Arlés: Editions Actes-Sud, 1985.
- Julia (novela). Traducción de Jean Marie Saint-Lu. La Tour d'Aigues: Editions de l'Aube, 1989.
- Cheveux, toisons et autres poils (ensayo). Traducción de Jean Marie Saint-Lu. París: Presses de la Renaissance, 1991.
- Textures (poesía). Varios traductores. París: La guêpe cartonnière / Tipos Editores, 2010.
- Les orties de Saorge (traducción de Nelly Roffé). Saint-Sauveur, Éditions de la Grenouillère Canadá, 2013.

- Al inglés:
- The Duration of the Voyage (antología traducida por Jason Weiss, Junction Press, Nueva York).
- "The Melancholy of Black Panthers". En: The House of Memory. Stories by Jewish Women Writers of Latin America. Edited by Marjorie Agosín. Nueva York: The Feminist Press at the City University of New York, 1999, pp. 208-213.
- Nettles (Ortigas, traducción de Philippa Page). Shearmans books, Reino Unido, 2016

- Al alemán:
- "Doppelbildnis mit Weinglas" (ensayo), en: UNESCO-Kurier Nº4/1993.
- "Formosa", en: Mit den Augen in der Hand. Argentinische Jüdinnen und Juden erzählen. Edición y traducción Erna Pfeiffer. Viena: Mandelbaum, 2014, págs. 64-69
- Formosa. Traducción: Erna Pfeiffer. Viena: Löcker-Verlag, 2017 (edition pen, vol. 68). ISBN 978-3-85409-863-8

### Traducciones de obras de otros poetas
- Sol Negro, Aco Šopov. Traducción de esta obra del poeta nacional macedonio en colaboración con Jasmina Šopova. 2011. Editorial Leviatán, Bs As.
- Poesía contemporánea en lengua hebrea - Antología  2012, Libros del aire, Madrid. Traducción del hebreo por Luisa Futoransky y Marta Teitelbaum.